# Seznam poštovních známek Československa 1918–1939
První československé známky po vzniku samostatného státu vyšly 18. prosince 1918. Jednalo se o sérii známek s motivem Hradčan od Alfonse Muchy, proto se těmto známkám říká Hradčany.
Souběžně s nimi platily během roku 1919 i původní rakouské a uherské známky s přetiskem.
Postupně následovaly další série a motivy, platnost některých sérií byla pouze několik měsíců až let. Známky z jedné série vycházely často v rozmezí mnoha měsíců až let a i jejich platnost končila různě.
V roce 1939 vyšly již známky samostatně pro území Čecha a Moravy, Slovenska a Zakarpatské Ukrajiny.
Platnost posledních známek skončila 15. prosince 1939, dále platily na území bývalého Československa známky Protektorátu Čecha Moravy, Slovenského štátu, z hlediska právní kontinuity však nejsou považovány za československé známky. Po osvobození začaly vycházet československé známky počínaje číslem 353.
Během let 1918-1939 tak vyšlo celkem 246 různých známek, 107 rakouských nebo uherských známek s přetiskem a řada speciálních známek. Kromě oficiálně vydaných známek patří dle katalogů mezi prvorepublikové známky i známky skautské pošty (4 ks) a Polní pošty Československého vojska na Rusi (3 ks).
Kromě níže uvedených známek existuje ještě známka z roku 1939 s nápisem ČESKO-SLOVENSKO s portrétem Andreje Hlinky, která měla platit pouze na území Slovenska. V době vyhlášení samostatné Slovenské republiky již byly vytištěné (50 h a 1 Kč), proto byly vydány s přetiskem „Slovenský štát“. Známky bez přetisku nebyly oficiálně vydány, malá část se dostala mezi sběratele bez přetisku.

## Chybotisky a nejznámější československé známky
Z tohoto období pocházejí take nejvzácnější a nejdražší československé známky.
Čtyřkoruna s převráceným přetiskem POŠTA ČESKOSLOVENSKÁ 1919 na žilkovaném papíru  – nejdrazší československá známka, která se v roce 2019 vydražila za rekordních 9,3 milionu Kč. Tato známka s chybným přetiskem byla vytištěna v rámci první emise československých známek Pošta československá 1919, avšak kvůli chybnému umístění přetisku se stala mimořádně vzácnou.
Chybotisk 50/50 h Doplatit - tento chybotisk vznikl v roce 1927 při při přetiskování výplatních známek emise Osvobozená republika. Známo je 18 exemplářů a nejdrazší z nich se prodal v aukci v březnu 2024 za 4 miliony Kč.

## Přehled sérií
| číslo   | datum                | název                                    | obrázek | grafika                                                 | rytí                   | námět | nominální hodnota                         | platnost do                                       | přibližný náklad                      |
| ------- | -------------------- | ---------------------------------------- | ------- | ------------------------------------------------------- | ---------------------- | --- | ----------------------------------------- | ------------------------------------------------- | ------------------------------------- |
| 1–26    | od 18. prosince 1918 | Hradčany                                 |         | Alfons Mucha                                            |                        | Hradčany | různé                                     | 30. dubna 1921                                    | 447 tis. – 170 mil.                   |
| 27–32   | 27. listopadu 1919   | Legionářské                              |         | Jakub Obrovský                                          |                        | Lev trhající okovy Matka s dítětem                                                                                | různé                                     | 3. listopadu 1919                                 | po 5 mil.                             |
| 33–139  |                      | Pošta československá 1919                |         | různí                                                   |                        | Přetisk na rakouských a uherských známkách                                                                        |                                           | 31. ledna 1920                                    | neznámý                               |
| 140–142 | 7. března 1920       | 70. výročí narození T. G. Masaryka       |         | Max Švabinský                                           | E. Karel               | TGM | 125, 500 a 1000 h                         | 31. ledna 1923                                    | 500–17590 tis.                        |
| 143–150 | od 1. června 1920    | Holubice                                 |         | Jaroslav Benda                                          |                        | Holubice s obálkou - alegorie poštovnictví                                                                        | 5-30 h                                    | různé, nejpozději do 15. března 1932              | 52-641 mil.                           |
| 151–161 | od 26. června 1920   | Osvobozená republika                     |         | V. H. Brunner                                           |                        | Žena trhající okovy                                                                                               | 20-250 h                                  | různé, nejpozději do 15. ledna 1926               | 6-470 mil.                            |
| 162–163 | 1. a 10. června 1920 | Husita                                   |         | Alfons Mucha                                            |                        | Husitský kněz s kalichem                                                                                          | 80 a 90 h                                 | 30. dubna 1921                                    | po 4,2 mil                            |
| 164-169 | od 17. června 1920   | Hospodářství a věda                      | volné   | Jakub Obrovský                                          |                        | Žena s knihou a obilím                                                                                            | 100-600 h                                 | různé, nejpozději do 30. ledna 1923               | 2,4-21,5 mil.                         |
| 170-172 | 15. prosince 1920    | S příplatkem ve prospěch červeného kříže |         |                                                         |                        | Známky 14, 17 a 140 s přetiskem                                                                                   | různé                                     | 14. ledna 1921                                    | 650-1000 tis.                         |
| 173-175 | 24. ledna 1923       | Hospodářství a věda                      |         | Jakub Obrovský                                          |                        | upravená emise z roku 1920                                                                                        | 100-300h                                  | 15. ledna 1926                                    | 270-380 mil.                          |
| 176-179 | 28. října 1923       | 5. výročí vzniku ČSR                     |         | Max Švabinský                                           |                        | TGM | prodávány se 100% příplatkem              | 29. února 1924                                    | 140-920 tis.                          |
| 180-182 | 11. května 1925      | Olympijský kongres v Praze               |         |                                                         |                        | známky 176-178 s přítiskem                                                                                        |                                           | 30. června 1925                                   | 50-280 tis.                           |
| 183-186 | 1. června 1926       | VIII. všesokolský slet                   |         |                                                         |                        | známky 176-179 s přítiskem                                                                                        |                                           | 31. července 1926                                 |                                       |
| 187-189 | 7. března 1925       | Narozeniny TGM                           |         | Max Švabinský                                           |                        | TGM | 40, 50, 60 h                              | různé, nejpozději 15. března 1937                 | 25-224 mil.                           |
| 190-203 | od dubna 1925        | Výplatní známky s TGM                    |         | Max Švabinský                                           | J. Goldschmied         | TGM | 1-5 Kč                                    | nejpozději 15. srpna 1928                         | 7-311 mil.                            |
| 204-208 | od července 1926     | T. G. Masaryk                            |         | Max Švabinský                                           |                        | TGM | 50h-1 Kč                                  | nejpozději říjen 1937                             | 5-410 mil.                            |
| 209-224 | od 16. října 1926    | Hrady, krajiny, města                    |         | A. Kalvoda F. T. Šimon J. Šetelík                       | K. Seizinger           | Karlštejn, Pernštejn, Orava, Strahov, Prah                                                                        | 20h-3 Kč                                  | nejpozději březen 1937                            | 6,4-71 mil.                           |
| 225-232 | 1926-1928            | Praha, Tatry                             |         | F. T. Šimon O. Štáfl                                    | K. Seizinger           | Hradčany, Vysoké Tatry                                                                                            | 2-5 Kč                                    | 15. března 1932                                   | 1-32 mil.                             |
| 233-242 | 22. října 1928       | 10. výročí vzniku ČSR                    |         | V. Malý, J. Mařák, J. Šetelík, K. Flieder, K. Seizinger | K. Seizinger           | Města, krajiny a TGM                                                                                              | 30h - 5 Kč                                | 10. května 1929                                   | 600 tis. - 10 mil.                    |
| 243-247 | 15. května 1929      | 1000. výročí zavraždění sv. Václava      |         | K. Seizinger, M. Aleš, F. Jenewein, J. Mánes            | K. Seizinger           | svatý Václav | 50h-5 Kč                                  | 28. února 1930                                    | 720 tis - 18 mil.                     |
| 248-253 | od 1929              | Státní znak                              |         |                                                         | K. Seizinger           | Státní znak | 5-40 h                                    | 15. prosince 1939                                 | 17-911 mil.                           |
| 254-257 | od 1929              | Města a krajiny                          |         | J. Šetelík, J. Procházka. V. Malý, K. Vlk               | K. Seizinger           | Brno, Tatry, Praha                                                                                                | 3-10 Kč                                   | 15. března 1937                                   | 720 tis - 13,7 mil.                   |
| 258-260 | 2. ledna 1930        | TGM – nový portrét                       |         |                                                         | K. Seizinger           | TGM | 50h-1 Kč                                  | 15. března 1937                                   | 100-890 mil.                          |
| 261-264 | 1. března 1930       | 80. narozeniny TGM                       |         |                                                         | K. Seizinger           | TGM | 2-10 Kč                                   | 15. března 1932                                   | 300-3460 tis.                         |
| 265-267 | 2. ledna 1932        | Hrady                                    |         | J. Vaic, K. Seizinger                                   | K. Seizinger           | Křivoklát, Orlík, Český Krumlov                                                                                   | 3,50 - 5 Kč                               | 15. března 1937                                   | 1-435 mil                             |
| 268-271 | 16. března 1932      | 100. výročí narození Miroslava Tyrše     |         | F. Ženíšek, K. Seizinger                                | K. Seizinger           | Miroslav Tyrš | 50 h - 3 Kč                               | 15. března 1937                                   | 3,7-71 mil.                           |
| 272     | 1. února 1933        | Dr. Miroslav Tyrš                        |         |                                                         | K. Seizinger           | Miroslav Tyrš | 60 h                                      | 15. března 1937                                   | 97,22 mil.                            |
| 273-274 | 20. června 1933      | Nitra                                    |         | K. Seizinger                                            | K. Seizinger           | Nitra | 50h, 1 Kč                                 | 15. března 1937                                   | 10-20 mil.                            |
| 275     | 26. března 1934      | 50. výročí úmrtí B. Smetany              |         | V. Fiala                                                | K. Seizinger           | Bedřich Smetana                                                                                                   | 50 h                                      | 15. března 1937                                   | 86 mil.                               |
| 276-279 | 15. srpna 1934       | 20. výročí čs. legií                     |         | V. Fiala                                                | K. Seizinger           | legionářské motivy                                                                                                | 50h-3 Kč                                  | 15. března 1937                                   | 2-21 mil.                             |
| 280     | 21. listopadu 1934   | 30. výročí úmrtí A. Dvořáka              |         |                                                         | B. Heinz               | Antonín Dvořák | 50h                                       | 15. března 1937                                   | 46,85 mil.                            |
| 281-284 | 17. prosince 1934    | 100. výročí písně Kde domov můj          |         | J.Mánes                                                 | K. Seizinger           | skica k obrazu Domov, známky a aršíky                                                                             | 1 Kč, 2 Kč                                | 15. března 1937                                   | 2-15 mil. známky, 9600 a 12900 aršíků |
| 285-288 | 1. března 1935       | 85. narozeniny TGM                       |         | B. Heinz                                                | B. Heinz               | TGM | 50 h - 3 Kč                               | 31. prosince 1935                                 | 1,7-20,6 mil.                         |
| 289-290 | jaro 1935            | 20. výročí bitvy u Arrasu                |         | J. Hruška, K. Seizinger                                 | K. Seizinger           | pomník padlým v bitvě u Arrasu                                                                                    | 1 Kč, 2 Kč                                | 15. března 1937                                   | 2-15,6 mil.                           |
| 291     | 18. května 1935      | výročí úmrtí M. R. Štefánika             |         | B. Heinz                                                | B. Heinz               | M. R. Štefánik | 50h                                       | 15. března 1937                                   | 128,74 mil.                           |
| 292-294 | 15. června 1935      | 1050. výročí úmrtí sv. Metoděje          |         | J. Köhler                                               | B. Heinz               | Cyril a Metoděj                                                                                                   | 50h - 2 Kč                                | 15. března 1937                                   | 1,8-1,2 mil.                          |
| 295-297 | 1. dubna 1936        | Dětem                                    |         | J. Mánes                                                | B. Heinz               | dva Mánesovy obrazy                                                                                               | 50h-2 Kč s příplatkem 50h                 | 31. prosince 1936                                 | 567-1119 tis.                         |
| 298-299 | 1. května 1936       | 100. výročí úmrtí K. H. Máchy            |         | B. Heinz                                                | B. Heinz               | pomník K. H. Máchy                                                                                                | 50h, 1 Kč                                 | 15. března 1937                                   | po 7 mil.                             |
| 300-303 | od 1935              | portréty                                 |         |                                                         | B. Heinz               | J. A. Komenský, E. Beneš, M. R. Štefánik, TG Masaryk                                                              | 40h - 1 Kč                                | 15. prosince 1939                                 | 37-497 mil.                           |
| 304-313 | 1. srpna 1936        | Krajiny, hrady, města                    |         | K. Vik                                                  | K. Seizinger           | Mukačevo, Banská Bystrica, Kutná Hora, Zvíkov, Strečno, Český ráj, Poděbrady, Bratislava, Slavkov u Brna, Olomouc | 1,2-10 Kč                                 | 15. prosince 1939                                 | 2-20 mil.                             |
| 314     | 1937                 | Dr. E. Beneš                             |         | B. Heinz                                                | B. Heinz               | E. Beneš | 50 h                                      | 15. prosince 1939                                 | 2,248 mil.                            |
| 315-317 | 1. května 1937       | Dětem II                                 |         | S. Sucharda                                             | B. Heinz               | plastika S. Suchardy                                                                                              | 50h-2 Kč, s příplatkem                    | 20. ledna 1938                                    | 500-1360 tis.                         |
| 318-319 | 15. června 1937      | 20. výročí Bitvy u Zborova               |         | J. Vlček                                                | B. Heinz               | legionáři | 50h - 5 Kč                                | 20. ledna 1938                                    | po 10 mil.                            |
| 320-321 | 1. července 1937     | Malá dohoda                              |         | J. Vondrouš                                             | K. Seizinger           | Svatovítská katedrála                                                                                             | 2 Kč, 2,50 Kč                             | 20. ledna 1938                                    | 3-6 mil.                              |
| 322-323 | 2. září 1937         | 150. výročí J. E. Pukyně                 |         | O. Španiel                                              | B. Heinz               | J. E. Purkyně | 50 h, 1 Kč                                | 20. ledna 1938                                    | po 10 mil.                            |
| 324-325 | září 1937            | Smuteční Masaryk                         |         |                                                         | K. Seiziger a B. Heinz | úprava předchozích                                                                                                | 50 h, 2 Kč                                | 15. prosince 1939                                 | 3-28 mil.                             |
| 326-328 | 6. října 1937        | Mezinárodní úřad práce BIT               |         |                                                         |                        | přítisk B.I.T. 1937 na předchozích                                                                                | 50h - 2 Kč                                | 31. října 1937, leden 1938                        | 500-900 tis.                          |
| 329-330 | 24. října 1937       | Výstava poštovních známek Bratislava     |         | K. Vik                                                  | K. Seizinger           | Popradské pleso, Štefánikova mohyla (aršík)                                                                       | 50h, 1 Kč                                 | 31. prosince 1937                                 | 847213                                |
| 331-332 | 25. ledna 1938       | Zimní sokolské hry                       |         | C. Bouda                                                | B. Heinz               | sokol stěhovavý                                                                                                   | 50h, 1 Kč                                 | 15. prosince 1939                                 | po 6 mil.                             |
| 333-335 | 7. března 1938       | Dětem                                    |         |                                                         | B. Heinz               | TGM s dítětem | 50h, 1 Kč, s příplatkem 50h, aršík 2+3 Kč | 15. prosince 1939                                 | 1,4-1,6 mil., aršík 260 tis.          |
| 336-338 | 11. března 1938      | 20. výročí bojů čs. legií                |         | J. Vlček                                                | B. Heinz               | legionáři | 50 h                                      | 15. prosince 1939                                 | 8-10 mil                              |
| 339-341 | 18. června 1938      | X. všeslovanské sokolské hry             |         | M. Švabinský                                            | B. Heinz               | Jindřich Fügner                                                                                                   | 50h-2 Kč                                  | 15. prosince 1939                                 | 5-15 mil                              |
| 342-343 | 26. června 1938      | Výstava poštovních známek PRAGA          |         | J. Vondrouš                                             | K. Seizinger           | Vyšehrad, Hradčany                                                                                                | 50h, 1 Kč                                 | 15. prosince 1939                                 | 315 tis. aršíků                       |
| 344-345 | 1938                 | Zemské výstavy v Plzni a Košicích        |         | Silovský, Vik                                           | K. Seizinger           | Škodovy závody, katedrála v Košicích                                                                              | 50 h                                      | 15. prosince 1939                                 | 13-52 mil.                            |
| 346     | 12. listopadu 1938   | M. R. Štefánik                           |         |                                                         | B. Heinz               | M. R. Štefánik | 50 h                                      | 15. prosince 1939                                 | 65 mil.                               |
| 347-349 | 15. prosince 1938    | 20. výročí ČSR                           |         | M. Švabinský                                            | B. Heinz               | alegorie Republiky                                                                                                | 2 Kč, 3 Kč, aršík 2 Kč                    | 15. prosince 1939                                 | 2-3 mil, aršík 230 tis.               |
| 350     | 18. ledna 1939       | Slovenský zemský sněm v Bratislavě       |         | K. Vik                                                  | K. Seizinger           | Bratislava (313) s přítiskem                                                                                      | 300 h                                     | pouze na Slovensku do 31. ledna 1939              | 790 tis.                              |
| 351     | 15. března 1939      | I. zasedání sněmu Karpatské Ukrajiny     |         |                                                         | K. Seizinger           | Jasiňa (236) v jiné úpravě                                                                                        | 3 K                                       | pouze na Karpatské Ukrajině do 15. března 1939    | 900 tis.                              |
| 0351    | 30. března 1939      | M. R. Štefánik                           |         |                                                         | B. Heinz               | M. R. Štefánik | 60 h                                      | pouze na Slovensku do 10. července 1939           | 50 tis.                               |
| 352     | 23. dubna 1939       | TGM                                      |         |                                                         | B. Heinz               | TGM s nápisem ČESKO-SLOVENSKO                                                                                     | 1 K                                       | pouze na území Čech a Moravy do 15. prosince 1939 | 34 mil.                               |

## Letecké známky
Pro potřeby letecké pošty byly nejprve používánu Hradčany s přetiskem, později vyšly samostatné letecké známky.
| číslo  | datum             | název          | obrázek | grafika        | námět                           | nominální hodnota | platnost do       | přibližný náklad |
| ------ | ----------------- | -------------- | ------- | -------------- | ------------------------------- | ----------------- | ----------------- | ---------------- |
| L1-L3  | od srpna 1920     | Letecké 1920   |         | Alfons Mucha   | Hradčany s přetiskem            | 14, 24, 28 Kč     | 30. dubna 1921    | 300 - 1700 tis.  |
| L3-L6  | 15. června 1922   | Letecké 1922   |         | Jakub Obrovský | Hospodářství a věda s přetiskem | 100, 200, 400 h   | 28. února 1932    | 2,6-4,3 mil.     |
| L7-L14 | 16. prosince 1930 | Letecké motivy |         | K. Seizinger   | letecké motivy                  | 50h - 20 Kč       | 15. prosince 1939 | 200 - 1840 tis   |
| L15    | 22. dubna 1939    |                |         |                | 30h s přetiskem ČESKO-SLOVENSKO | 30 h              | 15. prosince 1939 | 3 mil.           |

## Novinové známky
Pro vyplácení novin byly vydávány novinové známky.
| číslo     | datum                | název              | obrázek | grafika        | námět                            | nominální hodnota | platnost do       | přibližný náklad |
| --------- | -------------------- | ------------------ | ------- | -------------- | -------------------------------- | ----------------- | ----------------- | ---------------- |
| NV1-NV8   | od 18. prosince 1918 | Sokol v letu       |         | Alfons Mucha   | Sokol                            | různé             | do 15. 12. 1939   | 2-360 mil.       |
| NV9-NV10  | 1925                 | výpotřební vydání  |         |                | Sokol s přetiskem                | 5 h               | 15. srpna 1928    | 5,8-13,6 mil.    |
| NV11-NV13 | 1926                 | spěšné s přetiskem |         |                | spěšné známky s přetiskem NOVINY | 5 h, 10 h         | 15. srpna 1928    | 2,6-17,7 mil.    |
| NV14-NV22 | 1937                 |                    |         | Jaroslav Benda | holubice                         | 2 h - 1 Kč        | 15. prosince 1939 | 6-445 mil.       |

## Doplatní známky
V případě nedostatečně vyplacené zásilky musel příjemce uhradit nedoplatek. K tomuto účelu se používaly doplatní známky.
| číslo     | datum | název                | obrázek | grafika        | námět                              | platnost do       | přibližný náklad |
| --------- | ----- | -------------------- | ------- | -------------- | ---------------------------------- | ----------------- | ---------------- |
| DL1-14    | 1919  | Ornamentální kresba  |         | Alfons Mucha   | Secesní ornament                   | 1928              | 1,8-27,6 mil.    |
| DL15-DL30 | 1922  | Hradčany             |         | Alfons Mucha   | Hradčany s přetiskem               | 1928              | 330-18214 tis.   |
| DL31-DL41 | 1924  | Doplatní s přetiskem |         | Alfons Mucha   | Doplatní z let 1919-20 s přetiskem | 1928              | 300-5300 tis.    |
| DL42-DL47 | 1926  | Hospodářství a věda  |         | Jakub Obrovský | Hospodářství a věda s přetiskem    | 1928              |                  |
| DL48-DL54 | 1927  | Osvobozená republika |         | V. H. Brunner  | Osvobozená republika s přetiskem   | 1928              |                  |
| DL55-DL66 | 1928  | Definitivní vydání   |         | J. Vlček       | Ornamentální motiv                 | 15. prosince 1939 |                  |

## Ostatní známky
| číslo    | datum | název                                                          | obrázek | grafika      | námět                                                              | nominální hodnota | platnost do       | přibližný náklad | účel                                                                           |
| -------- | ----- | -------------------------------------------------------------- | ------- | ------------ | ------------------------------------------------------------------ | ----------------- | ----------------- | ---------------- | ------------------------------------------------------------------------------ |
| S1-S3    | 1919  | Spěšné známky                                                  |         | Alfons Mucha | holubice se srdíčkem                                               | 2, 5, 10 h        | 1924              | 2,7-8,5 mil.     | K úhradě zvláštního příplatku za spěšné doručení tiskovin. Zrušen v roce 1922. |
| DR1-DR2  | 1937  | Doruční známky                                                 |         | V. Čuban     | modrá tojúhelníková                                                | 50 h              | 15. prosince 1939 | po 2 mil         | K úhradě příplatku za osobní doručení adresátovi                               |
| OT1-OT3  | 1934  | Obchodní tiskopisy                                             |         | Alfons Mucha | Sokol v letu s přetiskem O. T.                                     | 10, 20, 30 h      | 15. prosince 1939 | 1,6-38 mil.      | Pro zasílání tiskopisů oprávněnými odesílateli za sníženou sazbu               |
| SO1-SO42 | 1920  | Známky pro plebiscitní území Východního Slezska, Oravy a Spiše |         |              | Hradčany, Masaryk, Spěšné, Novinové a Doplatní s přetiskem SO 1920 |                   |                   |                  |                                                                                |